# Хрущево
Хрущево (пол. Chruszczewo) — село в Польщі, у гміні Цеханув Цехановського повіту Мазовецького воєводства.
Населення — 593 особи (2011).
У 1975-1998 роках село належало до Цехановського воєводства.

## Демографія
Демографічна структура станом на 31 березня 2011 року:
|          | Загалом | Допрацездатний вік | Працездатний вік | Постпрацездатний вік |
| -------- | ------- | ------------------ | ---------------- | -------------------- |
| Чоловіки | 295     | 65                 | 215              | 15                   |
| Жінки    | 298     | 65                 | 188              | 45                   |
| Разом    | 593     | 130                | 403              | 60                   |